# Agrius luctifera
Agrius luctifera is een vlinder uit de familie pijlstaarten (Sphingidae). De wetenschappelijke naam van de soort is, als Macrosila luctifera, in 1865 door Francis Walker gepubliceerd. De soort komt voor in Indonesië en Nieuw-Guinea.